# Porphyrinia infuscata
Porphyrinia infuscata là một loài bướm đêm trong họ Noctuidae.